# شهادة صدام حسين للتاريخ (كتاب)
كتاب شهادة صدام حسين للتاريخ صدر عن دار الكتاب العربي نفذت الطبعة الأولى تماماً عند صدورها في الأسواق مما يحتويه علي وثائق لم تنشر من قبل وفق الأستجوبات السرية الأمريكية ووثائق الأف بي أي السرية ومحاضر المحاكمة. الكتاب في مضمونه يروي تفاصيل مهمة في حياة صدام حسين وعن التفاصيل التي لم تعلن من قبل.

## تقديم الناشر
قدمت دار الكتاب العربي الكتاب الذي تمت ترجمته من قبل لجنة الترجمة والاعداد استناداً على الوثائق الأمريكية

## وصلات خارجية
- صفحة الكتاب على موقع غود ريدز.
- صفحة الكتاب على قوقل كتب.
- صفحة الكتاب على موقع دار نشره.